# Othon II de Scheyern
Otton II de Scheyern-Wittelsbach († 31 octobre 1120, probablement lors d"un pèlerinage à Jérusalem) fut comte de Scheyern et de Wittelsbach, comte palatin de Bavière.

## Origines
Othon de Scheyern était le fils d'Othon Ier de Scheyern et d'Haziga von Diessen, et frère de Bernard Ier, Ekkehard Ier de Scheyern et Arnold Ier de Scheyern. Certaines sources le mentionnent également comme le fils du premier mariage d'Othon Ier avec une sœur du comte Meginhard de Reichersbeuern. Il est parfois également désigné comme Othon III. 

## Biographie
Vers 1053, il prend la tête de l'opposition de la Bavière à la nomination de Henri IV, âgé de trois ans, comme duc de Bavière par son père l'empereur Henri III.
Il est comte de Scheyern depuis 1078 environ. Lorsque l'appel à la première croisade est lancé en 1096, Othon II et son frère Ekkehard Ier se portent volontaires. En 1101, ils partent pour la Palestine mais seul Othon en reviendra. 
À la mort de sa mère en 1104, il déplace le monastère de Fischbachau à Petersberg près de Dachau, où une nouvelle église conventuelle a été construite. Le site de Fischbachau comme celui de Petersberg ne convenant ni l'un ni l'autre à un monastère en raison du manque constant d'eau, Othon II réunit tous les membres de la famille en 1113 pour décider si le château ancestral de Scheyern pourrait être transformé en monastère. Concrètement, il s'agissait de regrouper les nombreux monastères bénédictins détenus par la famille, ce qui est accepté et en 1119, les monastères, sont déplacés à Scheyern et le château est donné aux bénédictins.
À la mort de Bernard Ier Scheyern, il devient bailli de Freising à partir de 1104. À partir de 1116, il est bailli de Weihenstephan. 
Les sources documentaires diffèrent sur l'existence d'une éventuelle descendance. Dans certaines, il n'a eu ni épouse ni enfants, dans d'autres, il aurait épousé Richarde de Weimar, fille d'Ulrich Ier, margrave de Carniole et de Sophie de Hongrie, qu'il aurait kidnappée dans un monastère près de Ratisbonne (d'autres sources indiquent qu'elle aurait épousé le frère d'Othon, Ekkehard Ier ; dans tous les cas, la mère est certaine tandis que le père pourrait être l'un ou l'autre des deux frères). D'où quatre enfants :
- Othon IV († après le 15 décembre 1130) ;
- Ekkehard III († après le 11 juillet 1183) ;
- Bernhard II († vers 1135), chanoine à Freising ;
- fils inconnu.